# Senza parole (programma televisivo)
Senza parole è stato un programma televisivo italiano di intrattenimento in onda in prima serata su Rai 1 dall'11 aprile al 30 maggio 2015 per sette puntate, con la conduzione di Antonella Clerici. La sigla è l'omonima canzone interpretata da Vasco Rossi.
Il programma, di genere people show, è andato in onda nel 2015 per sette puntate su Rai 1 con la conduzione di Antonella Clerici.

## Edizioni
| Edizione | Periodo        | Periodo        | Puntate | Conduzione        | Regia           | Studio di messa in onda                 |
| Edizione | Inizio         | Fine           | Puntate | Conduzione        | Regia           | Studio di messa in onda                 |
| -------- | -------------- | -------------- | ------- | ----------------- | --------------- | --------------------------------------- |
| 1°       | 11 aprile 2015 | 30 maggio 2015 | 7       | Antonella Clerici | Sergio Colabona | Auditorium Rai del Foro Italico di Roma |

## Puntate
| Puntata | Messa in onda  | Ospiti | Telespettatori | Share  |
| ------- | -------------- | --- | -------------- | ------ |
| 1       | 11 aprile 2015 | Arisa, Fabrizio Frizzi Mattia Boschi e i Die Mobiles                                                                                | 3.592.000      | 15,61% |
| 2       | 18 aprile 2015 | Chiara, Lino Banfi, Rosanna Banfi, Marco Masini, Niccolò Agliardi e il cast di Braccialetti rossi                                   | 3.350.000      | 14,53% |
| 3       | 23 aprile 2015 | Annalisa, Lorella Cuccarini, Yorgo Voyagis e Ornella Muti                                                                           | 3.076.000      | 13,32% |
| 4       | 2 maggio 2015  | Amii Stewart, Francesca Michielin, Francesca Neri, Katia Ricciarelli, i Los Vivancos e Marco Predolin                               | 3.365.000      | 15,45% |
| 5       | 9 maggio 2015  | Alex Britti, Alex Schwazer, Alvaro Vitali, Donatella Milani, Edoardo Vianello, Gary Dourdan, Gloria Guida, Pupo e Renato Pozzetto   | 2.918.000      | 14,69% |
| 6       | 16 maggio 2015 | Antonella Interlenghi, Claudio Amendola, Gigi D'Alessio, Luca Turco, i New Trolls, Patrizio Rispo e i Ricchi e Poveri               | 3.203.000      | 15,16% |
| 7       | 30 maggio 2015 | Anna Tatangelo, Antonello Venditti, Cesare Bocci, Giorgio Martino, i Die Mobiles, Francesco Arca, Lorella Cuccarini e Orietta Berti | 2.745.000      | 13,47% |
| Media   | Media          | | 3.178.000      | 14,60% |